# Luís Antônio dos Santos
Luís Antônio dos Santos, primeiro e único marquês de Monte Pascoal, (Angra dos Reis, 3 de março de 1817 – Bahia, 11 de março de 1891) foi o primeiro bispo do Ceará, nomeado em 1859 e sagrado em 1861, após ter-se formado em direito canônico em Roma. Chegou ao posto de arcebispo da arquidiocese da Bahia e, conseqüentemente, de primaz do Brasil em 15 de novembro de 1879. Foi também professor em diversas instituições católicas, especialmente de matemática e filosofia.
Natural de Angra dos Reis, era filho de Salvador dos Santos Reis e de Maria Antônia da Conceição. Foi ordenado padre pelo Seminário de São José, no Rio de Janeiro, em 21 de setembro de 1841.
Foi o principal sagrante da ordenação episcopal de D. Lino Deodato Rodrigues de Carvalho à diocese de São Paulo.
Recebeu o título de marquês por decreto espedido por D. Isabel do Brasil em 16 de maio de 1888. Era cavaleiro da Imperial Ordem de Cristo e oficial da Imperial Ordem da Rosa.
Resignou de sua arquidiocese em 17 de maio de 1890, sendo eleito arcebispo titular da Sé titular de Chalcis in Europa, na Turquia.

## Ordenações sacerdotais
- Miceno Clodoaldo Linhares;
- Clicério da Costa Lobo;
- Cícero Romão Batista;
- Antero José de Lima;
- José Lourenço da Costa Aguiar;
- Antônio Fernandes da Silva Távora;
- Bruno Rodrigues da Silva Figueiredo;
- Francisco Ferreira Antero.